# AbaQulusi Local Municipality
AbaQulusi, auch Abaqulusi (englisch AbaQulusi Local Municipality), ist eine Lokalgemeinde im südafrikanischen Distrikt Zululand der Provinz KwaZulu-Natal. Der Verwaltungssitz der Gemeinde befindet sich in Vryheid. Bürgermeister ist M. J. Sibiya.
Der Name AbaQulusi war im Zulureich die Bezeichnung der Menschen aus ebaQulusini, einem wichtigen Einflussgebiet König Shakas, die ihn schützten. Die AbaQulisi-Impi wurden unter der Führung von Prinzessin Mkabayi, der Tante von Shaka, für ihre Tapferkeit bekannt.

## Geographie
AbaQulusi liegt im westlichen Teil des Zululand-Distrikts und im Norden von KwaZulu-Natal. Wie der gesamte Distrikt besteht auch AbaQulusi hauptsächlich aus ländlichen Gebieten.

## Städte und Orte
| - Coronation - Emadresini - Emvunyane - Esigodini - Ezidulini - Hlobane - KwaNgenetsheni - Louwsburg | - Machanca - Mondlo - Nceceni - Nkongolwane - Purim Farm - Vryheid |

## Bevölkerung
Im Jahr 2011 hatte die Gemeinde 211.060 Einwohner auf einer Fläche von 4185 Quadratkilometern. Davon waren 95,4 % schwarz, 3,5 % weiß und 0,5 % Coloureds. Erstsprache war zu 89,2 % isiZulu, zu 2,9 % Afrikaans, zu 2,5 % Englisch und zu 1 % isiNdebele.

## Wirtschaft
Der wichtigste Wirtschaftszweig in der Gemeinde ist die Landwirtschaft. Die Topografie der Region eignet sich für den Anbau vieler Agrarprodukte. Die Viehzucht war ein bedeutender Wirtschaftszweig, allerdings wird sie durch steigende Kosten und Viehdiebstahl stark behindert.
Die Nutzholzindustrie wächst sehr stark und ein großer Teil davon wird exportiert. Im kleinen Maßstab werden Nahrungsmittel und Getränke, Bekleidung und Textilien, Lederprodukte, Papier und Papiererzeugnisse erzeugt, ferner gibt es ein regionales Druck und Verlagswesen, eine Metallproduktion sowie Maschinen und Ausrüstung. Entwicklungsbedarf besteht bei der industriellen Weiterverarbeitung der hier entstehenden land- und forstwirtschaftlichen Produkte, wie Mais, Erdnüsse, Sojabohnen, Sonnenblumen, Obst und Sorghum.
Durch die gute Verkehrsanbindung hat die Gemeinde viel Potenzial für den Tourismus. Es gibt viele Wildtiere und über 370 verschiedenen Vogelarten. Es gibt auch viele Wildfarmen. Die Region bietet sich für Ökotourismus an. Auch die verschiedenen historischen Stätten sind für den Tourismus wichtig, zum Beispiel der Schauplatz der Schlacht am Blood River, die Battlefields Route und das Zulukönigreich allgemein.

## Sehenswürdigkeiten
- Freilicht-Bergbaumuseum
- Cultural village (ursprüngliche Dörfer)
- Avi-tourism (Vogelökotourismus)
- Thaka-Zulu-Wildreservat: ein privater Wildpark mit einem außergewöhnlichen Wellnessbereich. Es werden unter anderem natürliche Mineralschlammbäder angeboten.[6]
- Coal Train Tourist Trips (Fahrt im Kohlezug)
- Ntendeka Wilderness Area (geschütztes Wildnisgebiet)
- Krönungsort König Dinuzulus
- Grab von Prinzessin Mkabayi
- Sterbeort von Napoléon Eugène Louis Bonaparte